# Baia della Van'kina
La baia della Van'kina (in russo Губа Ванькина?, guba Van'kina), è un'insenatura lungo la costa settentrionale russa, nella repubblica di Sacha-Jacuzia, amministrata dall'Ust'-Janskij ulus. È situata nella parte orientale del mare di Laptev.

## Geografia
La baia si apre a nordest del vasto golfo della Jana, tra la penisola Širokostan (полуостров Широкостан) a nord, che la separa dal golfo dell'Ėbeljach (Эбеляхская губа), e la penisola Turuktach (полуостров Туруктах) a sud, che la separa dalla baia del Selljach. Ha una lunghezza di circa 32 km, una larghezza di circa 20 km all'ingresso, aperto verso ovest, e una larghezza massima di 25 km. La profondità massima è di 10 m.
Nella baia sfociano diversi fiumi: il Charystach-Jurjage (река Харыстях-Юряге), il Čokurjach-Jurjage (река Чокурях-Юряге), il Nuogaj (река Нуогай) e la Van'kina (река Ванькина), che dà il nome alla baia.
Le sponde sono mediamente basse, punteggiate di piccoli laghi, e numerose secche si allungano alle foci dei fiumi o all'ingresso. Nella parte occidentale, le coste della baia sono più basse e raggiungono i 46 m; più all'interno le coste si innalzano fino a 110 m.